# Vibidia
Vibidia – rodzaj chrząszczy z rodziny biedronkowatych.
Chrząszcze o wyraźnie wypukłym, owalnym w zarysie ciele, z wierzchu, włącznie z oczami, nagim, nieowłosionym. Ubarwienie mają pomarańczowe z białawymi kropkami na grzbiecie. Wierzch głowy jest na dużej powierzchni odsłonięty. Długość czułków jest większa niż głowy. Przedplecze jest poprzeczne, słabo wypukłe, najszersze w pobliżu podstawy, na przednim brzegu wykrojone, w tylnych kątach zaokrąglone, nie przylega ściśle do nasady pokryw. Epipleury pokryw zwężają się równomiernie ku wierzchołkom. Przedpiersie ma kształt litery T i przeciętną długość. Śródpiersie ma przednią krawędź obrzeżoną lekko i tylko pośrodku. Pierwszy z widocznych sternitów odwłoka jest stosunkowo krótki, nieco tylko dłuższy od kolejnego i ma niemal półkoliste linie udowe. Genitalia samicy cechują się rozgałęzioną u podstawy spermateką. Genitalia samca mają flagellum na szczycie syfonu. Oznaczanie gatunków w obrębie rodzaju odbywa się głównie na podstawie samczych genitaliów.
Zarówno owady dorosłe jak i ich larwy są mykofagami, żerującymi na grzybach z rzędu mączniakowców, jednak uzupełniają dietę mszycami. W Polsce występuje tylko biedronka dwunastokropka.
Takson ten wprowadził w 1846 roku Étienne Mulsant. Do rodzaju tego należą gatunki:
- Vibidia bissexguttata Fabricius, 1792
- Vibidia duodecimguttata (Poda, 1761) – biedronka dwunastokropka
- Vibidia fukudai Kitano, 2019
- Vibidia huiliensis Pang et Mao, 1979
- Vibidia luliangensis Cao et Xiao, 1979
- Vibidia korschefskii (Mader, 1930)
- Vibidia nagayamai Araki 1961
- Vibidia saitoi Kitano, 2019
- Vibidia xichangiensis Pang et Mao, 1979
- Vibidia zhongdianensis Jing, 1992